# Governatorato di Zaghouan
Il governatorato di Zaghouan è uno dei 24 governatorati della Tunisia. Venne istituito nel 1976 e si trova nella parte centrosettentrionale del paese; suo capoluogo è Zaghouan.

## Municipalità
- Bir Mcherga, abitanti	21 508
- El Fahs, abitanti	43 678
- Nadhour, abitanti	28 550
- Saouaf, abitanti	12 095
- Zaghouan, abitanti	34 367
- Zriba, abitanti	20 765